# المعتقلون العراقيون في غوانتانامو
اعتقلت الولايات المتحدة 16 عراقي في غوانتانامو. في عام 2005، أصبح عدد المعتقلين العراقيين في غوانتانامو تسعة، تم ترحيل أربعة منهم في أواخر عام 2009، واعتبارًا من يناير 2017 لم يبق من المعتقلين العراقيين إلا عبد الهادي العراقي، وهو آخر مواطن عراقي في غوانتانامو.
عدد المعتقلين الكلي هو 779 معتقل إداريًا خارج نطاق القضاء في معتقل غوانتانامو الأمريكي في كوبا منذ فتح معسكرات الاعتقال في 11 يناير 2002، وانخفص العدد إلى 160 تقريبًا في ديسمبر 2013.

## القائمة
| رقم الاعتقال | الاسم                  | تاريخ الاعتقال | تاريخ إطلاق السراح | ملاحظات |
| ------------ | ---------------------- | -------------- | ------------------ | --- |
| 111          | علي عبد المطلب الطائي  | 2002-05-03     | 2009-01-17         | - عاد إلى العراق. |
| 433          | جواد جابر صدخان        | 2002-05-03     | 2009-06-10         | |
| 435          | حسن عبد الله سعيد      | 2002-05-05     | 2009-01-17         | |
| 563          | سحاب مسعود محمد        | 2002-05-05     | 2004-03-31         | |
| 648          | حيدر جبار حافظ التميني | 2004-03-31     |                    | |
| 653          | أركان محمد الكريم      | 2002-06-08     | 2009-01-17         | |
| 758          | عباس النايلي           | 2002-08-05     | 2009-01-17         | |
| 906          | بشر أمين خليل الراوي   | 2003-02-07     | 2007-03-30         | - تم القبض عليه في غامبيا، واستنكرت المخابرات البريطانية حبسه، لأنه كان يعمل لديها كمخبر ضد أبو قتادة. - أطلق سراحه سريعًا في 3 أبريل 2007. |
| 10025        | عبد الهادي العراقي     | 2007-04-27     |                    | - ما زال معتقلا حتى الآن. |